# Маннапова Рамзія Тімергалієвна
Маннапова Рамзія Тімергалієвна (нар. 04.01.1955, Башкирія) — російський та башкирський учений, фахівець в мікробіології, імунології, морфології тварин, ветеринар. Доктор біологічних наук (1998), професор (2000), професор кафедри мікробіології та імунології РДАУ-МСГА ім. К. А. Тімірязєва, у 2000—2008 рр. зав. кафедрою паразитології, мікробіології, вірусології та імунології Башкирського агроуніверситету. Почесний працівник вищої професійної освіти РФ, Заслужений діяч науки Республіки Башкортостан (2007).
Закінчила з відзнакою ветеринарний факультет Башкирського сільськогосподарського інституту (1978) — нині Башкирський державний аграрний університет, де потім до 1980 р. і знову з 1985 р. працювала, досягнувши посади професора, у 2000—2008 рр. зав. кафедрою паразитології, мікробіології, вірусології та імунології. З 2008 р. працює в РДАУ-МСГА ім. К. А. Тімірязєва.
Нагороджена Почесною грамотою міністерства освіти і науки Російської Федерації (2008).